# Schloss Philippsburg (Philippsbourg)
Schloss Philippsburg ist ein abgegangenes Schloss in der Gemeinde Philippsburg, Kanton Bitche, Département Moselle. Der Name des Schlosses ging auf die Siedlung über.

## Geschichte
1564 verkauften die Erben Balthasars von Falkenstein ihre Rechte an Burg Falkenstein an Graf Philipp IV. von Hanau-Lichtenberg.
Zwei Monate nach dem Erwerb brannte Burg Falkenstein am 19. April 1564 komplett aus. Graf Philipp entschied sich dafür, ein Schloss im Tal des Falkensteinbachs in der Nähe der Siedlung Lieschbach zu errichten. Der Grundstein wurde am 11. August 1566 gelegt.
Neben dem neuen Haus bestand ein schöner Weiher, den er dort anlegen ließ, eine Meierei sowie eine Mühle:

„Philippsburg. ein schöner lust und Jaghauß / sambt einem schönen Garten und Weyher doran gelegen / hat der Wolgeborn Philips Graff zu Hanaw / Herr zu Lichtenberg / der älter von grund auff gebawet / vnd nach jrer Genaden Namen Philipsburg genent“

Das Schloss wurde während des Dreißigjährigen Krieges wohl im Jahr 1633 zerstört und in der Folge nicht wieder aufgebaut. Die Ruine wurde im 19. Jahrhundert abgetragen, die Steine verkauft, der Weiher trockengelegt. Spolien sind am Haus Nr. 2 in der rue du Château verbaut.

## Belege
1. ↑  Johann Georg Lehmann: Urkundliche Geschichte der Grafschaft Hanau-Lichtenberg, Band 2, Mannheim 1863, S. 471
2. ↑  Jean-Michel Rudrauf: Philippsburg I. In: Jürgen Keddigkeit, Ulrich Burkhart, Rolf Übel (Hrsg.): Pfälzisches Burgenlexikon. Bd. IV.1: O–Sp (= Beiträge zur pfälzischen Geschichte. Bd. 12.4.1). Institut für pfälzische Geschichte und Volkskunde, Kaiserslautern 2007, ISBN 978-3-927754-56-0, S. 128–130.
3. ↑  Bernhart Hertzog: Chronicon Alsatiae, Straßburg 1592, Buch 3, S. 50 f.

Koordinaten: 48° 59′ 7″ N, 7° 33′ 45″ O